# 青年危機
青年危機（英語：Quarter-life crisis）是指年輕人在成長中常遇到的心理困惑時期，一般出現在剛大學畢業到社會實踐的20至24歲。
1950年代，愛利克·埃里克森提出了現代人主要有八個社会心理发展阶段；根據埃里克森的理论，每次生命週期轉換時，人不多不少會遇上危機。社會心理學家和從事心理輔導的人士，早在1960年代，就留意到在人類少年期（13-20歲）或中年期（40-60歲）面對的心理危機。可是，作為一個研究主題或討論話題，成人早期（20歲-24歲）面對的壓力、困惑、需求，卻是近十年來才得到西方社會研究者的關注。按埃里克森的用語，此時期的危機是「親密－孤獨危機」。2001年，美國作家 Alexandra Robbins 和 Abby Wilner 參考中年危機（mid-life crisis）一詞，將這個階段遇上的心理危機命名為「青年危機」（quarter-life crisis）。
在青少年期確立自我認同之後，許多年輕人剛離開了學校的庇護，投身社會，生活方式的選擇遠比在學校時豐富；父母因為時代經驗的不同，無法再給予他們全面的幫助。他們必須靠自己的判斷，建立自己在職業生涯規劃、感情關係、家庭關係、自我認同等方面的模式。這時，許多人會感覺孤單，繼而會渴求親密關係，特別是與他人的愛情關係。
有美國的研究者認為，Y世代的年輕人，比過去時代的年輕人，需要更長時間度過這段迷失不定、摸索的時期。

## 在電影中
以下電影裏的主角，都可說正在面對青年危機，特別是情感和職業選擇方面：
- 《畢業生》（1967）
- 《幽灵世界》（2001）
- 《迷失東京》（2003）
- 《無痛失戀》（2004）
- 《情歸紐澤西（英语：Garden State (film)）》（2004）
- 《口白人生》（2006）
- 《录取通知书》（2006）
- 《如何生活（英语：How to Be）》（2008）
- 《戀夏500日》（2009）
- 《弗兰西丝·哈》（2012）
- 《派特的幸福劇本》（2012）
- 《年少時代》（2014）